# Lazar Tomanović
Lazar Tomanović, PhD (cirílico serbio: Лазар Томановић) fue un escritor, político y diplomático montenegrino y serbo-dálmata, que se desempeñó como quinto Primer Ministro del Principado de Montenegro, así como 1° Primer Ministro del Reino de Montenegro, bajo el régimen del Rey Nicolás I.

## Biografía

### Primeros años de vida y educación
Lazar Tomanović nació el 3 de septiembre de 1845 en Lepetane, un pueblo cerca de Herceg Novi en la bahía de Kotor. En aquel momento formaba parte del Reino de Dalmacia dentro del Imperio austríaco. Después de terminar la escuela primaria y secundaria en Herceg Novi, Tomanović estudió en Novi Sad y Budapest y se doctoró en derecho en Graz. Fue miembro del Parlamento de Dalmacia (Dieta) como representante del Partido Popular Serbio en el Reino de Dalmacia.

### Primer Ministro de Montenegro
Se convirtió en Primer Ministro del Principado de Montenegro con el apoyo del Partido Popular Verdadero Realista en abril de 1907 y ocupó el cargo durante varios mandatos hasta junio de 1912. También se desempeñó como Ministro de Relaciones Exteriores y Ministro de Justicia de Montenegro. Durante su segundo mandato, Montenegro fue proclamado reino soberano, convirtiéndose en el Primer Ministro del Reino de Montenegro.